# Fulvio Bernardini
Fulvio Bernardini (ur. 28 grudnia 1905 w Rzymie, zm. 13 stycznia 1984 tamże) – piłkarz włoski grający na pozycji środkowego pomocnika. Nosił przydomki „Fuffo”, „Professore” („Profesor”) i „Dottore” („Doktor” − skończył studia z ekonomii).

## Kariera klubowa
Bernardini był rodowitym rzymianinem. Piłkarską karierę rozpoczął w jednym z najstarszych klubów w mieście, S.S. Lazio. W jego barwach zadebiutował w 1923 roku w rozgrywkach regionalnych w podgrupie Lazio, a w sezonie zajął 2. miejsce w grupie południowej. Był też najlepszym strzelcem Lazio zdobywając aż 19 goli. Rok później także awansował do finałowych rozgrywek regionu południa, ale „biancocelesti” przegrali w decydującym meczu z Anconitaną 0:1. W następnym sezonie Lazio zajęło jednak 3. miejsce w swojej podgrupie i nie awansowało do dalszej fazy.
W 1926 roku Bernardini wyjechał na północ Włoch do Mediolanu. Został piłkarzem tamtejszej Ambrosiany (obecnego Interu). Kosztował 150 tysięcy lirów, co było wówczas rekordem transferowym Włoch. W Mediolanie spędził dwa lata grając w Divisione Nazionale. W 1927 roku zajął 6. miejsce w rozgrywkach, a w 1928 roku było to miejsce 7. Po sezonie Fulvio zmienił barwy klubowe i tym samym powrócił do stolicy Włoch. Przeszedł do niedawno powstałego zespołu AS Roma. Od samego początku zaczął grać w pierwszym składzie „giallorossich” mając pewne miejsce na środku pomocy. W swoim pierwszym sezonie w rzymskim zespole zajął 3. miejsce w mistrzostwach Włoch. 6 października 1929 roku zadebiutował w nowo powstałej Serie A, w wygranym 3:1 spotkaniu z Alessandrią. Stał się gwiazdą zespołu obok Attilia Ferrarisa. W sezonie 1930/1931 wywalczył wicemistrzostwo Włoch, a także dotarł z Romą do półfinału Pucharu Europy Centralnej (1:3, 2:3 z First Vienna FC). Doprowadził też klub do wysokiego zwycięstwa 5:0 nad Juventusem Turyn i sam zdobył jednego z goli. W 1932 roku zajął 3. miejsce w Serie A, a w 1934 roku został mianowany kapitanem zespołu przejmując tę funkcję od Ferrarisa. W sezonie tym Roma rozgromiła Lazio 5:0, a dwa gole zdobył sam Bernardini. W 1936 roku zapisał na konto sukcesów kolejne wicemistrzostwo, a w 1937 roku dotarł do finału Pucharu Włoch. W Romie Bernardini grał do lata 1939 roku. W tym okresie rozegrał 286 meczów i strzelił 49 goli (zajmuje 10. miejsce na klubowej liście piłkarzy z liczbą występów w Serie A i 14. miejsce na liście strzelców klubu). W latach 1939–1943 Fulvio grywał w MATER Roma w 1942 roku wywalczając z nim awans z Serie C1 do Serie B.
| Sezon     | Klub       | Rozgrywki           | Mecze | Bramki |
| --------- | ---------- | ------------------- | ----- | ------ |
| 1923/1924 | Lazio Rzym | Divisione 1 – Sud   | 16    | 19     |
| 1924/1925 | Lazio Rzym | Divisione 1 – Sud   | 16    | 16     |
| 1925/1926 | Lazio Rzym | Divisione 1 – Sud   | 9     | 14     |
| 1926/1927 | Ambrosiana | Divisione Nazionale | 28    | 10     |
| 1927/1928 | Ambrosiana | Divisione Nazionale | 30    | 17     |
| 1928/1929 | AS Roma    | Divisione Nazionale | 26    | 10     |
| 1929/1930 | AS Roma    | Serie A             | 24    | 11     |
| 1930/1931 | AS Roma    | Serie A             | 31    | 7      |
| 1931/1932 | AS Roma    | Serie A             | 29    | 7      |
| 1932/1933 | AS Roma    | Serie A             | 33    | 2      |
| 1933/1934 | AS Roma    | Serie A             | 16    | 3      |
| 1934/1935 | AS Roma    | Serie A             | 27    | 3      |
| 1935/1936 | AS Roma    | Serie A             | 30    | 1      |
| 1936/1937 | AS Roma    | Serie A             | 29    | 3      |
| 1937/1938 | AS Roma    | Serie A             | 23    | 0      |
| 1938/1939 | AS Roma    | Serie A             | 18    | 0      |
| 1939/1940 | MATER Roma | Serie C             | ?     | ?      |
| 1940/1941 | MATER Roma | Serie C             | ?     | ?      |
| 1941/1942 | MATER Roma | Serie C             | ?     | ?      |
| 1942/1943 | MATER Roma | Serie B             | 29    | 5      |

## Kariera reprezentacyjna
W reprezentacji Włoch Bernardini zadebiutował 22 marca 1925 roku w wygranym 7:0 towarzyskim spotkaniu z reprezentacją Francji. Swojego pierwszego gola w kadrze narodowej Fulvio zdobył niemal równo rok później, gdy Włosi pokonali 3:0 Irlandczyków. W 1928 roku został powołany do kadry na Igrzyska Olimpijskie w Amsterdamie. Tam był podstawowym zawodnikiem Włochów. Dotarł do półfinału, jednak w nim Włosi przegrali 2:3 z Urugwajem. W meczu o 3. miejsce pokonali 11:3 Egipt i wywalczyli brązowy medal. W "Squadra Azzurra" Bernardini rozegrał łącznie 26 meczów i strzelił 3 gole.

## Kariera trenerska
W 1949 roku Bernardini został trenerem AS Roma. W trakcie sezonu zastąpił Luigiego Brunellę, jednak nie odniósł sukcesu i zajął dopiero 17. pozycję w lidze. W latach 1951–1953 prowadził w Serie B ACIVI Vicenza, by następnie zostać szkoleniowcem Fiorentiny. W 1956 roku zdobył z tym klubem mistrzostwo Włoch. W 1958 roku został zatrudniony w S.S. Lazio i pracował tam 3 lata. Jego kolejnym przystankiem w karierze trenerskiej była FC Bologna. W 1964 roku wywalczył swój drugi tytuł mistrza kraju jako trener. W 1965 roku podjął pracę w Sampdorii i pracował tam do 1971 roku. Ostatnim klubem, jaki prowadził była Brescia Calcio (1971-1973). W latach 1974–1977 Bernardini był selekcjonerem reprezentacji Włoch. Prowadził ją w nieudanych kwalifikacjach do Euro 76 i w 1975 roku zastąpił go Enzo Bearzot.
Zmarł 13 stycznia 1984 roku w wieku 79 lat. Pochowany na Cmentarzu Flamińskim w Rzymie.